# Лёхтер, Юрген
Юрген Лёхтер (нем. Jürgen Löchter; род. 18 февраля 1939, Виттен) — немецкий аккордеонист и композитор.
Учился в Троссингенской школе гармоники у Хуго Хермана и Армина Фетта. В 1958 г. дебютировал как концертный исполнитель выступлением на Копенгагенском радио. Лауреат различных исполнительских конкурсов, на Чемпионате мира среди аккордеонистов в 1963 г. занял третье место в Баден-Бадене, в 1965 г. — второе место в Ла-Валетте. Как исполнитель гастролировал по всему миру, в том числе совершил российское турне с выступлениями в Москве, Саратове, Энгельсе, Златоусте, Новосибирске и Бердске.
В 1964—1966 гг. преподавал в Троссингене, а затем — в своём родном городе, в 1983—1999 гг. директор музыкальной школы Виттена. В 1977 г. основал и возглавил ансамбль gruppe neue musik witten, репертуар которого составляет новейшая музыка, в том числе сочинения Янниса Ксенакиса, Дьёрдя Лигети, Маурисио Кагеля, Джорджа Крама. Основал также (1986) Молодёжный оркестр аккордеонистов земли Северный Рейн — Вестфалия.